# Olszanica (gemeente)
De gemeente Olszanica is een landgemeente in het Poolse woiwodschap Subkarpaten, in powiat Leski.
De zetel van de gemeente is in Olszanica.
Op 30 juni 2004 telde de gemeente 5070 inwoners.

## Oppervlakte gegevens
In 2002 bedroeg de totale oppervlakte van gemeente Olszanica 94,02 km², waarvan:
- agrarisch gebied: 33%
- bossen: 61%

De gemeente beslaat 11,26% van de totale oppervlakte van de powiat.

## Demografie
Stand op 30 juni 2004:
| Omschrijving                   | Totaal | Totaal | Vrouwen | Vrouwen | Mannen | Mannen |
| ------------------------------ | ------ | ------ | ------- | ------- | ------ | ------ |
| eenheid                        | aantal | %      | aantal  | %       | aantal | %      |
| inwoners                       | 5070   | 100    | 2518    | 49,7    | 2552   | 50,3   |
| bevolkingsdichtheid (inw./km²) | 53,9   | 53,9   | 26,8    | 26,8    | 27,1   | 27,1   |

In 2002 bedroeg het gemiddelde inkomen per inwoner 1666,7 zł.

## Administratieve plaatsen (sołectwo)
Olszanica, Paszowa, Orelec, Wańkowa, Uherce Mineralne, Stefkowa, Rudenka, Zwierzyń.

## Aangrenzende gemeenten
Bircza, Lesko, Solina, Tyrawa Wołoska, Ustrzyki Dolne